# Franz Ferdinand von Rummel
Franz Ferdinand von Rummel (Weiden in der Oberpfalz, 28 ottobre 1644 – Vienna, 15 marzo 1716) è stato un vescovo cattolico austriaco.

## Biografia
Appartenente alla nobile famiglia patrizia dei Rummel, originaria di Norimberga, Franz Ferdinand studiò giurisprudenza, filosofia e teologia ad Ingolstadt, intenzionato a consacrarsi nell'Ordine dei frati minori cappuccini. Marco d'Aviano, però, lo convinse a divenire un sacerdote secolare e lo raccomandò come insegnante di religione del giovane arciduca Giuseppe (futuro imperatore) a partire dal 1684, anche se incontrò una certa ostilità nelle sue teorie. Per merito dell'imperatore Leopoldo I d'Asburgo fu nominato prevosto di Ardagger e di Breslavia e, nel 1696, vescovo di Tenin.
L'11 luglio 1706 fu nominato da Giuseppe I vescovo di Vienna; la conferma pontificia pervenne alla corte viennese il 4 ottobre di quello stesso anno.
Dedicò tutta la propria attività pastorale alla promozione del sacerdozio, creando 111 sacerdoti di propria mano solo nell'anno 1708.

## Genealogia episcopale
La genealogia episcopale è:
- Cardinale Guillaume d'Estouteville, O.S.B.Clun.
- Papa Sisto IV
- Papa Giulio II
- Cardinale Raffaele Sansone Riario
- Papa Leone X
- Papa Paolo III
- Cardinale Francesco Pisani
- Cardinale Alfonso Gesualdo di Conza
- Papa Clemente VIII
- Cardinale Pietro Aldobrandini
- Cardinale Laudivio Zacchia
- Cardinale Antonio Barberini, O.F.M.Cap.
- Cardinale Marcantonio Franciotti
- Papa Innocenzo XII
- Cardinale Leopold Karl von Kollonitsch
- Vescovo Franz Ferdinand von Rummel